# Аян-Дере
Ая́н-Дере́ (также Ай-Яни-дере, Аян-Су; крымскотат. Ayan Dere, Аян Дере, укр. Аян-Дере) — маловодная балка на юго-восточном берегу Крыма, на территории городского округа Алушта (согласно административно-территориальному делению Украины — Алуштинского горсовета) Крыма. Длина водотока 5,0 километров, площадь водосборного бассейна — 5,0 км².

## География
Исток балки находится у горы Карасан (юго-восточные отроги Демерджи), пролегает в южном направлении. Впадает в Чёрное море в урочище Александрийская дача, водоохранная зона балки установлена в 50 м.

## Название
Название ручья имеет греческое происхождение и означает «Святой Иоанн» (ай — сокращённая форма от айос — «святой», Ян — скоращённая форма имени Янис — Иоанн) и крымско-татарская приставка дере — овраг.
У Петра Кеппена, на карте из крымского сборника 1836 года, водоток подписан просто Аян-су, на картах 1842 и 1865 годов — также Аян-су с уточнением овраг. На верстовке Крыма 1890 года — Ущелье Аян-Дере — видимо, оттуда название перешло на современные туристические карты. В современных официальных документах фигурирует балка без названия.